# Хосе Мануель де ла Торре
Хосе Мануель де ла Торре (ісп. José Manuel de la Torre, нар. 13 листопада 1965, Гвадалахара), також відомий за прізвиськом Чепо — колишній мексиканський футболіст, що грав на позиції півзахисника. По завершенні ігрової кар'єри — футбольний тренер.

## Клубна кар'єра
У дорослому футболі дебютував 1984 року виступами за команду клубу «Гвадалахара», в якій провів чотири сезони, взявши участь у 116 матчах чемпіонату. Більшість часу, проведеного у складі «Гвадалахари», був основним гравцем команди і 1986 року виграв з нею чемпіонат Мексики.
Згодом нетривалий час «Чепо» грав у Європі за іспанський «Реал Ов'єдо», в складі якого провів 32 гри і забив 8 м'ячів.
Після цього футболіст повернувся на Батьківщину, де став виступати за «Пуеблу», разом з якою знову став чемпіоном Мексики, виграв Кубок та Суперкубок країни, а також Лігу чемпіонів КОНКАКАФ. В подальшому грав ще за низку клубів Мексики, проте виграв за цей час лише один Кубок Мексики у 1996 році з «УАНЛ Тигрес».
Завершив професійну ігрову кар'єру у клубі «Некакса», за команду якого виступав протягом 1997–1999 років, вигравши 1998 року свій третій чемпіонат Мексики та 1999 року другу Лігу чемпіонів КОНКАКАФ.

## Виступи за збірну
1987 року дебютував в офіційних матчах у складі національної збірної Мексики.
У складі збірної був учасником розіграшу Золотого кубка КОНКАКАФ 1991 року у США, на якому команда здобула бронзові нагороди.
Протягом кар'єри у національній команді, яка тривала 6 років, провів у формі головної команди країни 28 матчів, забивши 6 голів.

## Кар'єра тренера
Розпочав тренерську кар'єру, повернувшись до футболу після невеликої перерви, 2006 року, очоливши тренерський штаб клубу «Гвадалахара». Чепо привів команду до одинадцятого чемпіонства клубу, ставши наймолодшим тренером десятиліття, що виграв чемпіонат Мексики. У середині 2008 року Хосе став головним тренером «Толуки», двічі вигравши чемпіонат за час, проведений в цьому клубі.
18 жовтня 2010 року було оголошено, що Чепо стане головним тренером збірної Мексики після закінчення чемпіонату країни. Де ла Торре дебютував як головний тренер збірної Мексики 9 лютого 2011 року в товариському матчі зі збірною Боснії та Герцеговини. Його команда виграла з рахунком 2:0. На своєму першому турнірі як головного тренера, Золотому кубку КОНКАКАФ-2011, його підопічні виграли всі матчі, обігравши у фіналі збірну США з рахунком 4-2. Першу поразки його команді завдала збірна Бразилії лише у жовтні 2011 року, в якому підопічні де ла Торре поступилися з рахунком 2-1.
Перемога на турнірі дозволила його збірній взяти участь у розіграші Кубка Конфедерацій 2013 року у Бразилії.
Залишив національну команду 2013 року, після чого у 2014—2015 роках знову тренував «Гвадалахару».

## Титули і досягнення

### Як гравця
- Чемпіон Мексики: 1987, 1990, 1998
- Володар Кубка Мексики: 1990, 1996
- Володар Суперкубка Мексики: 1990
- Переможець Ліги чемпіонів КОНКАКАФ: 1991, 1999
- Бронзовий призер Золотого кубка КОНКАКАФ: 1991

### Як тренера
- Чемпіон Мексики: 2006, 2008, 2010
- Володар Золотого кубка КОНКАКАФ (1): 2011